# Métro léger de Busan-Gimhae
Le Métro léger de Busan-Gimhaeest un système de métro léger opérant entre les villes de Busan et Gimhae en Corée du Sud. Elle mesure 23,9 km long pour 21 stations. La ligne sert ainsi de transport de liaison entre Gimhae et l'aéroport international de Busan avec les deux prolongements de la ligne 2 et 3 du système de métro de Busan. La ligne utilise des rames de 2 voitures. La couleur de la ligne est le violet.

## Construction

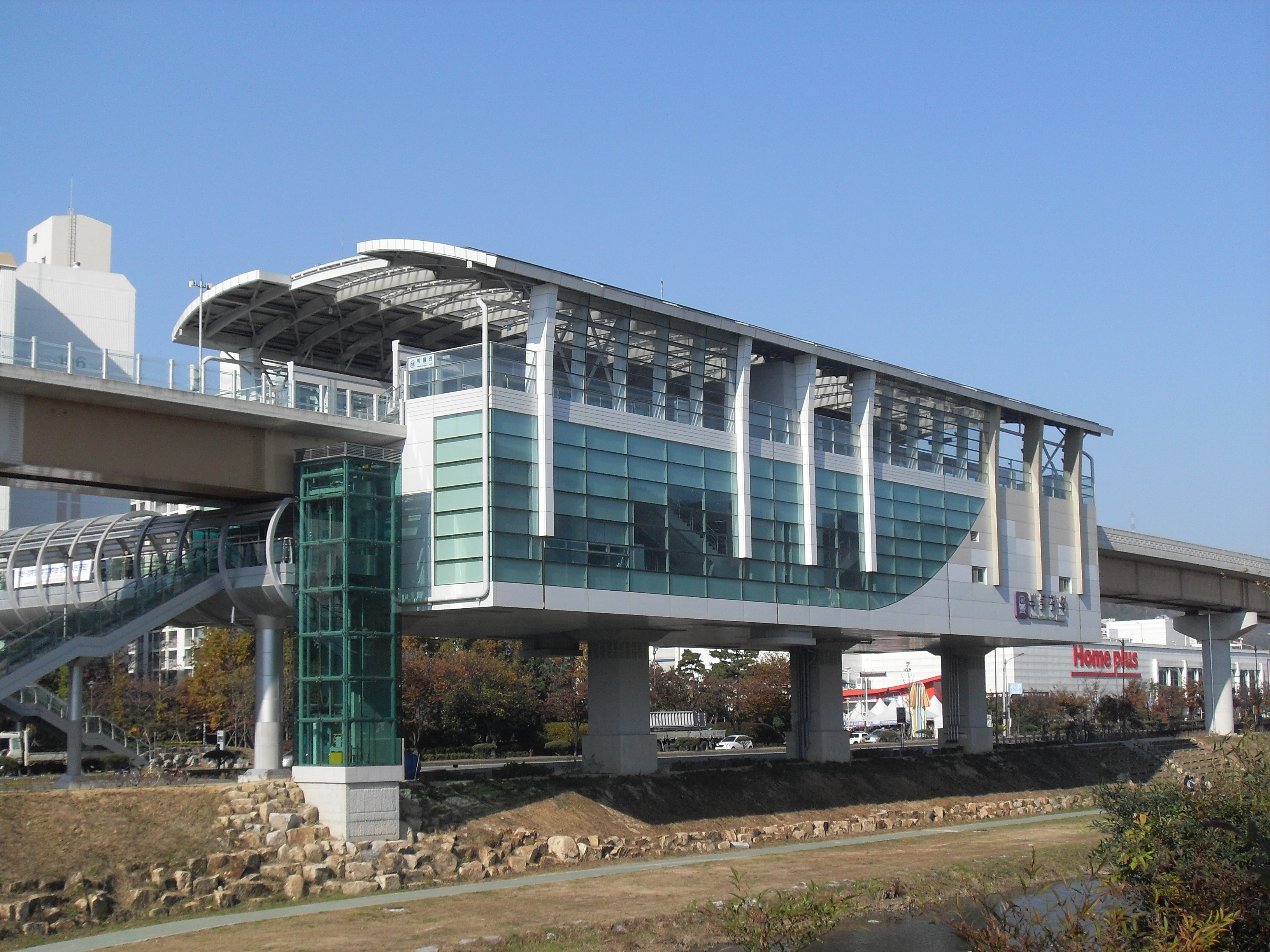
Station du Musée national de Gimhae.

La construction de la ligne a commencé en février 2006. Après de nombreux retards, son ouverture a été replanifié pour le 29 juillet 2011 ; cependant, l'ouverture a été une fois de plus reportée en raison de problèmes de réduction du bruit. La ligne a finalement été ouverte le 9 septembre 2011 avec une semaine de service gratuit. La mise en place du service payant de transport a commencé le 17 septembre 2011.
La ligne mesure 23,9 km de long avec 21 stations, et une capacité nominale de 176 000 passagers par jour.
La ligne est un projet en partenariat entre POSCO et Hyundai Rotem, et disposais d'un budget de 9,738 milliards de wons lors de la construction. La ligne est entièrement automatisée et utilise un écartement de rail standard.

## Signalisation
Le train léger sur rail Busan-Gimhae est actuellement équipé du système de signalisation de canton glissant Communication based train control (CBTC) de Thales.

## Matériel roulant
La ligne utilise des trains de 2 voitures conçus sur mesure pour cette application par Rotem, un membre du groupe Hyundai Motor. Ils sont très similaires aux trains construits précédemment pour le LRT Ui à Séoul.

## Stations
La ligne comprend la station Gimhae International Airport. C'est la gare de l'aéroport international de Busan.

Les gares de Sasang et de Daejoe sont chacune reliées à une autre ligne du réseau ferroviaire urbain de Busan. Sasang est connecté à la ligne 2 (verte). Daejoe est relié à la ligne 3 (rouge).
| Code | Station                                                   | Correspondance | Distance en km | Distance cumulée | Localisation      | Localisation |
| ---- | --------------------------------------------------------- | -------------- | -------------- | ---------------- | ----------------- | ------------ |
|      |                                                           |                |                |                  |                   |              |
| 1    | Sasang (Terminal de bus interurbain de Busan Seobu)       |                | ---            | 0.0              | Pusan             | Sasang       |
| 2    | Gwaebeop Renecite (Parc riverain de Samrak)               |                | 0.6            | 0.6              | Pusan             | Sasang       |
| 3    | Seobusan Yutongjigu (Village de Geumho)                   |                | 2.2            | 2.8              | Pusan             | Gangseo      |
| 4    | Gimhae Int'l Airport                                      |                | 0.9            | 3.7              | Pusan             | Gangseo      |
| 5    | Deokdu                                                    |                | 1.7            | 5.4              | Pusan             | Gangseo      |
| 6    | Deunggu                                                   |                | 1.7            | 7.1              | Pusan             | Gangseo      |
| 7    | Daejeo                                                    |                | 1.7            | 8.8              | Pusan             | Gangseo      |
| 8    | Pyeonggang                                                |                | 0.8            | 9.6              | Pusan             | Gangseo      |
| 9    | Daesa                                                     |                | 1.1            | 10.7             | Pusan             | Gangseo      |
| 10   | Buram                                                     |                | 1.0            | 11.7             | Gyeongsang du Sud | Gimhae       |
| 11   | Jinae                                                     |                | 0.5            | 12.2             | Gyeongsang du Sud | Gimhae       |
| 12   | Gimhae College (Andong)                                   |                | 0.7            | 12.9             | Gyeongsang du Sud | Gimhae       |
| 13   | Inje University (Hwalcheon)                               |                | 1.8            | 14.7             | Gyeongsang du Sud | Gimhae       |
| 14   | Gimhae City Hall                                          |                | 1.1            | 15.8             | Gyeongsang du Sud | Gimhae       |
| 15   | Buwon                                                     |                | 1.5            | 17.3             | Gyeongsang du Sud | Gimhae       |
| 16   | Bonghwang (Jeonha)                                        |                | 0.8            | 18.1             | Gyeongsang du Sud | Gimhae       |
| 17   | Royal Tomb of King Suro (Terminal de passagers de Gimhae) |                | 0.5            | 18.6             | Gyeongsang du Sud | Gimhae       |
| 18   | Gimhae National Museum                                    |                | 0.6            | 19.2             | Gyeongsang du Sud | Gimhae       |
| 19   | Yeonji Park                                               |                | 1.0            | 20.2             | Gyeongsang du Sud | Gimhae       |
| 20   | Presbyterian University (Hwajung)                         |                | 1.5            | 21.7             | Gyeongsang du Sud | Gimhae       |
| 21   | Kaya University (Samgye)                                  |                | 0.7            | 22.4             | Gyeongsang du Sud | Gimhae       |